# Wildpark Hardegsen
Koordinaten: 51° 39′ 23″ N, 9° 49′ 11″ O
Der Wildpark Hardegsen ist ein Wildpark in der Stadt Hardegsen im Landkreis Northeim in Südniedersachsen. Er beherbergt mehr als 100 Haus- und Wildtiere aus 20 verschiedenen Arten. Die Fläche des stark naturbelassenen Parks beträgt 12 Hektar.

## Geländeüberblick
Der Wildpark teilt sich auf zwei verschiedene Höhenlagen auf. Die untere Ebene ist mit mehreren Parkplätzen ausgestattet. Dort steht das Eingangsgebäude, das einen Kiosk mit Souvenirs, Speisen und Getränken beinhaltet, sowie die Toilettenanlage. Die Tierarten auf der unteren Ebene sind Damwild, Rotwild, Zackelschafe und Göttinger Minischweine. Zudem gibt es hier eine Streichelwiese, auf der die Besucher mit Ziegen, Schafen und Hardegser Eseln in Kontakt kommen können. Im Jahr 2023 wurde das Gehege für die Erdmännchen fertiggestellt, die im selben Jahr dort eingezogen sind.
Im oberen Teil des Wildparks gibt es Wildschweine, Mufflons, verschiedene Vogelarten, Kaninchen und Frettchen. Außerdem ist hier ein Kinderspielplatz. Der obere Teil ist von unten über einen steilen Aufgang mit Treppen an einer Bergwand zu erreichen. Im Januar 2025 haben Bauarbeiten für eine größer angelegte Straße mit geringerer Steigung begonnen, mit der der obere Teil barrierefrei erreicht werden kann.

## Geschichte
Im Rahmen des damals traditionellen „Steinbreitenfestes“ wurde der Park am 28. Juni 1965 eröffnet. Bei den ersten Tieren handelte es sich ausschließlich um Rotwild, das im Bestand des damaligen Veterinärrates Knobbe war. Seit jeher gehört der obere Teil des Parks, der nach wie vor über eine Treppe erreichbar ist, schon zur Anlage. Die Ausläufer des Parks erstreckten sich schon bei seiner Eröffnung am nördlichen Rand der Stadt Hardegsen im Talgrund der Espolde an der Straße nach Ertinghausen entlang.
In der Geschichte des Parks gab es zahlreiche Veränderungen im Tierbestand. So gab es auch Wisente im Wildpark, die aber aufgrund der schwierigen Haltungsbedingungen wieder abgegeben wurden.
Um das Jahr 2000 begann die Stadt Hardegsen als Trägerin des Wildparks mit der Einrichtung des Tierhauses an der Streichelwiese. Dies war bis dahin das größte Bauvorhaben im Wildpark.
Im Jahr 2016 gab es ein Projekt ausgehend von der Stadt Hardegsen zusammen mit der HAWK  aus Göttingen. Die Fakultät Ressourcenmanagement sollte dabei eine Strategie zur zukünftigen Weiterentwicklung des Parks liefern. Dabei wurde ein Leitbild erstellt, das die Prioritäten und Zielsetzungen des Wildparks definiert.
Seit Anfang 2018 gibt es den offenen „Arbeitskreis Wildpark“, in dem sich ehrenamtliche Helfer für den Wildpark engagieren. Teil hiervon ist der Förderverein Wildpark Hardegsen e. V.

## Förderverein
Der Förderverein Wildpark Hardegsen e. V. wurde am 24. November 2020 in das Vereinsregister des Amtsgerichts Göttingen eingetragen. Die Feststellung der Gemeinnützigkeit erfolgte am 22. Januar 2021.
Das Ziel des Vereins ist die Unterstützung der Stadt Hardegsen bei der Erfüllung der Aufgaben im Wildpark. Dies betrifft sowohl die finanzielle Unterstützung als auch die ehrenamtliche Arbeit. In mehreren jährlichen Arbeitseinsätzen kommen die Mitglieder des Fördervereins zusammen und kümmern sich um die Pflege und Instandhaltung des Areals.
Neben einer Mitgliedschaft im Förderverein ist es möglich, eine symbolische Patenschaft für eines oder mehrere Tiere im Wildpark zu übernehmen. Nach der jährlichen Zahlung des Patenschaftsbeitrags kann der Name des Unterstützers auf der Website veröffentlicht werden und er bekommt eine offizielle Patenschaftsurkunde mit dem Namen und dem Bild des Tieres.